# Rusănești
Rusănești is een Roemeense gemeente in het district Olt.
Rusănești telt 4842 inwoners.